# バガヴァン
バガヴァン（Bhagavān,भगवान्, Bhagavān; Bhagavā、Bhagwanとは、インド発祥の宗教において宗教的尊者を呼称する形容語句である。ヒンドゥー教では神々（deity）やアヴァターラを指し、とりわけインドでは、ヴァイシュナヴィズムではヴィシュヌの化身としてのクリシュナを、シャイヴァヴィズムではシヴァを指している。
仏教では、仏典中にて釈迦を指す言葉として使われており、Bhagavā、Bhagavān、世尊などと表記される。バガヴァンという言葉は上座部仏教、大乗仏教、密教の仏典中にも見られる

## 仏教

### パーリ仏典
世尊は、釈迦仏の10種の称号（十号）のひとつである。パーリ仏典では、釈迦は比丘たちに以下のように呼び掛けたと記されている。

Itipi so bhagavā arahaṃ sammāsambuddho vijjācaraṇasampanno sugato lokavidū anuttaro purisadammasārathi satthā devamanussānaṃ buddho bhagavā"ti 
それゆえ、世尊は、応供、正等覚、明行足、善逝、世間解、無上士、調御丈夫、天人師、仏世尊なり。
—パーリ仏典, 相応部 帝釈相応 3.幢頂経, Sri Lanka Tripitaka Project